# Zwarte moerbei
De zwarte moerbei (Morus nigra) is een plant uit de moerbeifamilie (Moraceae) die van nature voorkomt in Midden- en West-Azië, maar alom gekweekt wordt in Zuid-Europa. Een alternatieve naam is zwarte moerbezie.  De plant heeft met 308 een groot aantal chromosomen.

## Kenmerken
De zwarte moerbei heeft een donkeroranje schors met brede groeven, en vezelige randen en knobbels.
Hij heeft een korte stam welke 12 meter hoog kan worden en is winterhard tot -20 °C.
De kroon is laag en koepelvormig met ruwe, gedraaide takken. De twijgen zijn stevig en donzig. Ze kleuren van bleekgroen tot bruin. Er zitten flinke, ei- tot kegelvormige knoppen aan met een glanzende donkerbruine kleur. De bladeren zijn hartvormig en hebben getande of gelobde randen. De bladstelen zijn harig en ongeveer 2 cm lang. Het blad is diepgroen van boven en bleek aan de onderzijde. Tevens is de onderzijde behaard.
Mannelijke en vrouwelijke bloemen zitten in aparte katjes met een bleke kleur. De mannelijke bloemen zijn kort en fors, de vrouwelijke zijn ronder van vorm.
De vruchten van de zwarte moerbei zijn bolvormige steenvruchten die een beetje op een framboos lijken. In het begin zijn ze groen van kleur, maar later worden ze oranjerood en ten slotte heel donkerrood. De vruchten zijn eetbaar en hebben een zoete smaak. Ze worden algemeen beschouwd als de lekkerste moerbeisoort.

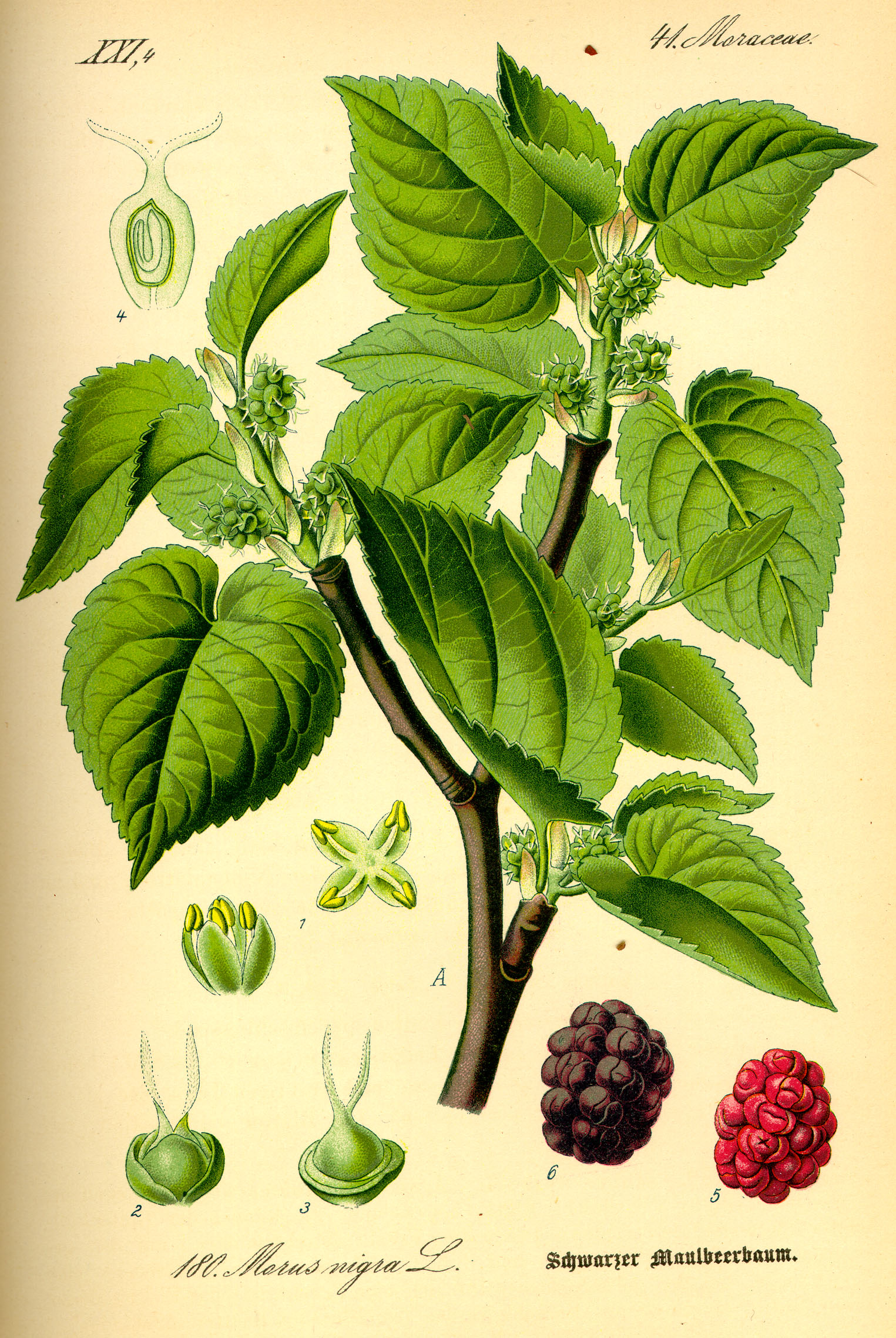
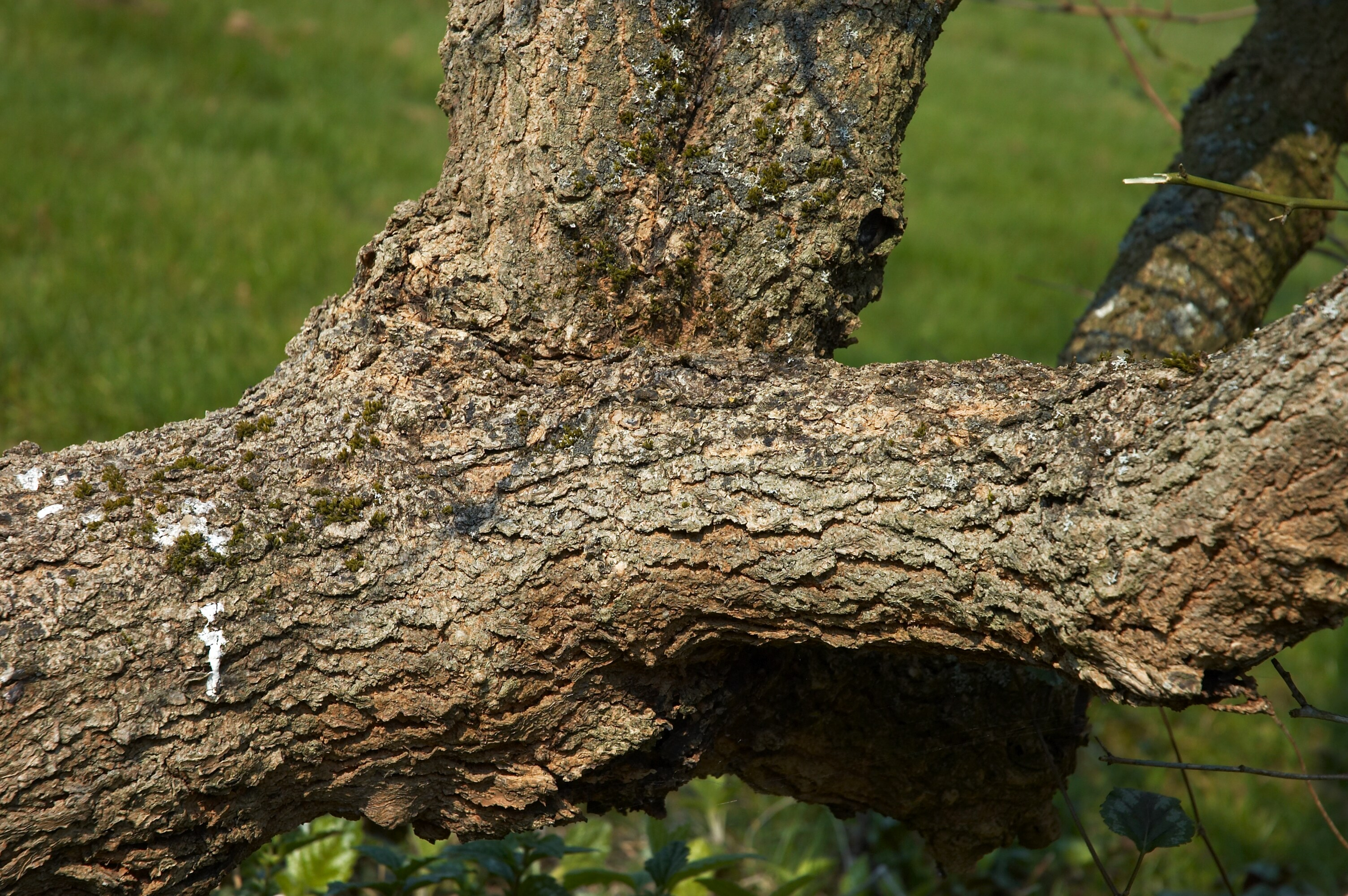
Schors
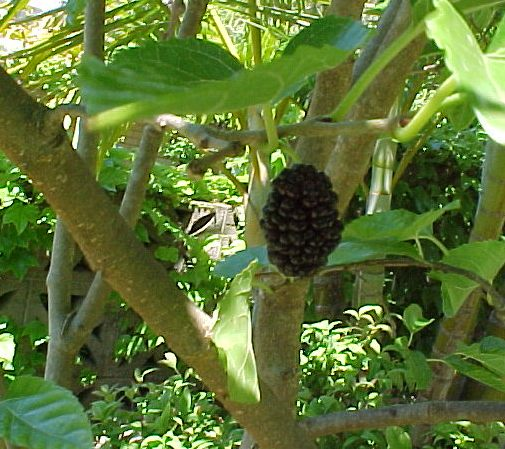
Rijpe moerbei